# Сольдо
Со́льдо (итал. soldo, soldino) — разменная монета, имевшая хождение в итальянских государствах в конце XII — 2-й половине XIX века.
Название происходит от римского золотого солида. Название монеты послужило основой слова «солдат» для обозначения наёмника, который куплен за мелкую монету и жизнь которого ценится так же ничтожно.

## Сольдо вНовое время
В Новое время сольдо являлся одной из разменных монет в государствах, существовавших на территории современной Италии, в которых составлял 1⁄20 лиры соответствующего государства. В свою очередь сам сольдо делился на 2 сесино или 3 кватрино, или 5 чентезимо, или 12 денаро.
| Государство                       | Доля более крупной денежной единицы                                       | Количество составляющих более мелких денежных единиц | Период обращения  | Изображение |
| --------------------------------- | ------------------------------------------------------------------------- | ---------------------------------------------------- | ----------------- | ----------- |
| Великое герцогство Тосканское     | 1⁄20 тосканской лиры                                                      | 3 кватрино; 12 денаро                                | ?—1826            |             |
| Венецианская республика           | 1⁄140 цехина (талеро), 1⁄124 венецианского дукато, 1⁄20 венецианской лиры | 12 денаро                                            | 1332—1807         |             |
| Генуэзская республика             | 1⁄20 генуэзской лиры                                                      |                                                      | ?—1797            |             |
| Герцогство Лукка                  | 1⁄20 луккской лиры                                                        | 3 кватрино; 12 денаро                                | ?—1800, 1826—1847 |             |
| Королевство Италия                | 1⁄20 наполеоновской итальянской лиры                                      |                                                      | 1805—1822         |             |
| Ломбардо-Венецианское королевство | 1⁄120 ломбардо-венецианского скудо, 1⁄20 ломбардо-венецианской лиры       | 5 чентезимо                                          | 1822—1862         |             |
| Миланское герцогство              | 1⁄120 миланского скудо, 1⁄20 миланской лиры                               | 12 денаро                                            | ?—1796            |             |
| Папская область                   | 1⁄20 папской лиры                                                         | 5 чентезимо                                          | 1866—1870         |             |
| Пармское герцогство               | 1⁄140 дукато, 1⁄20 пармской лиры                                          | 12 денаро; 2 сесино; 5 чентезимо                     | ?—1802, 1815—1861 |             |
| Сардинское королевство            | 1⁄240 доппии, 1⁄120 пьемонтского скудо, 1⁄20 пьемонтской лиры             | 12 денаро                                            | ?—1816            |             |
| Сардинское королевство            | 1⁄100 доппиетты, 1⁄50 сардинского скудо, 1⁄20 сардинской лиры, 1⁄5 реале  | 6 кальярезе; 12 денаро                               | ?—1816            |             |
| Республика и кантон Тичино        | 1⁄20 франка                                                               | 12 денаро                                            | 1813—1850         |             |
| Цизальпинская республика          | 1⁄20 цизальпинской лиры                                                   |                                                      | 1797—1802         |             |
| Циспаданская республика           | 1⁄20 циспаданской лиры                                                    |                                                      | 1796—1797         |             |